# Biserica de lemn din Românești, Timiș

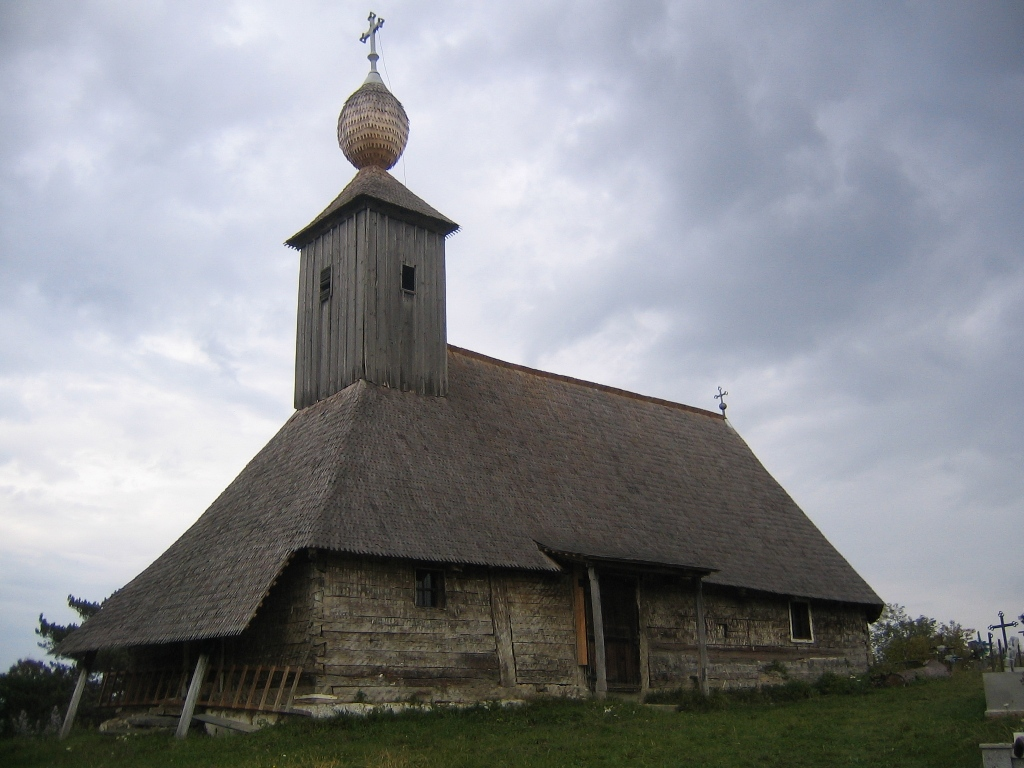
Biserica de lemn din Româneşti

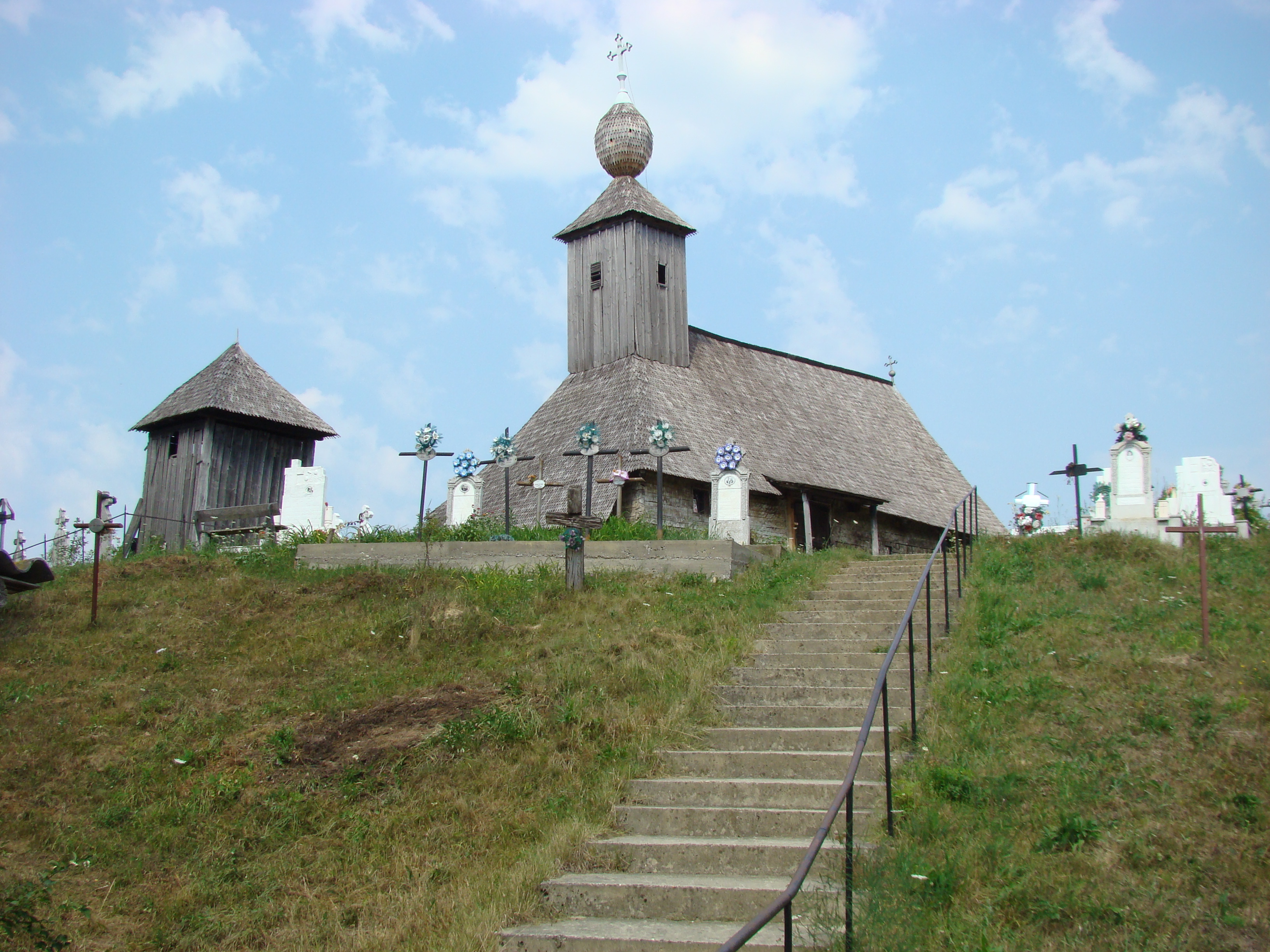
Biserica de lemn „Nașterea Sf.Ioan Botezătorul” din Româneşti, judeţul Timiş, foto: august 2009.

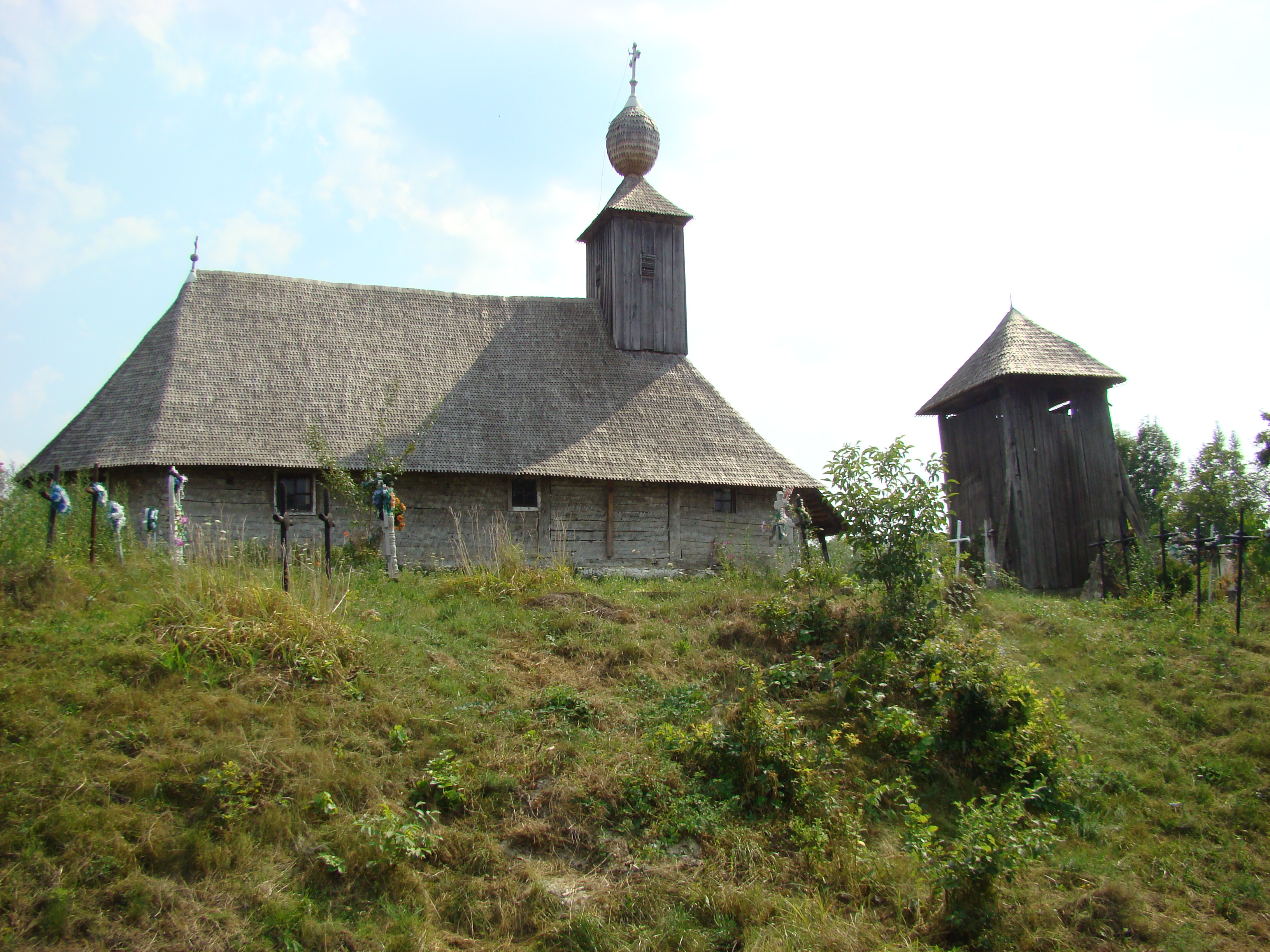
Biserica și clopotnița

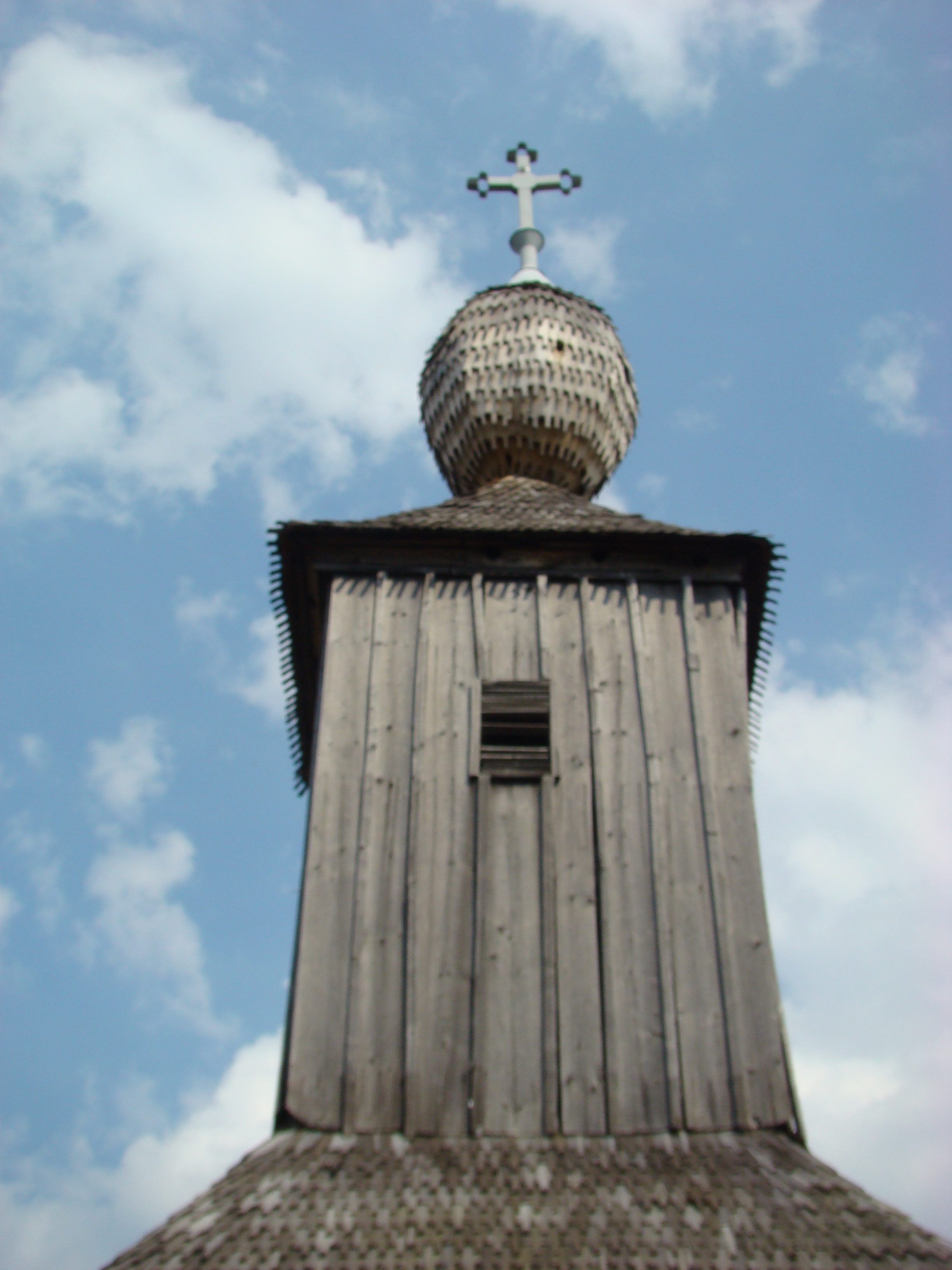
Turnul-clopotniță

Biserica de lemn din Românești se află în localitatea Românești din județul Timiș. A fost ridicată în secolul XVIII. Are hramul Nașterea Sfântului Ioan Botezătorul. Biserica se află pe noua listă a monumentelor istorice sub codul LMI:  TM-II-m-A-06277.

## Istoric și trăsături
Situat la doi kilometri spre sud de Curtea, în imediata vecinătate a mănăstirii "Izvorul Miron", satul Românești este atestat documentar la 1464, atunci când face obiectul unei donații regale către nobilii Petru Dees și Nicolae Balota, în 1514-1516 face parte din domeniul Șoimoșului, intrând, ca toate satele din jur, în posesia lui George de Brandemburg. La 1599 Mihai Viteazul donează satul Românești, împreună cu Homojdia vecină, lui Paul Kereszteszy, slujitor al curții princiare de la Alba-Iulia.
Tradiția orală transmisă de locuitori spune că inițial vatra satului a fost în locul unde astăzi este mănăstirea, dar, din cauza inundațiilor repetate s-a mutat pe dealurile vecine. La începutul secolului al XlX-lea, ca urmare a măsurilor administrative de sistematizare hotărâte de autorități, satul s-a reașezat de-a lungul văii, pe vatra actuală, așa că biserica a rămas pe un promontoriu în marginea localității, având de jur-împrejur cimitirul. Atunci când în perioada interbelică s-a ridicat biserica nouă de zid, vechiul lăcaș a devenit capelă de cimitir.
Biserica de lemn cu hramul "Nașterea Sfântului loan Botezătorul" se prezintă în momentul de față într-o stare rea de conservare. Șarpanta acoperișului este șubredă, la fel și peretele de nord al lăcașului, expus mai mult intemperiilor. Are pereții construiți din bârne de gorun, acoperiți în exterior cu lipituri de pământ. Ambele intrări au polate ușoare, construite în prelungirea acoperișului de șindrilă, cu rostul de a proteja intrările de intemperii. Planimetric se înscrie tipului I, așa cum sunt marea majoritate a bisericilor de lemn bănățene.
Turnul de lemn ridicat deasupra pronaosului conservă cel mai frumos bulb de inspirație barocă păstrat în Banat, fiind și el placat cu șindrilă.
Monumentul a fost pictat, dar acum câteva decenii pictura a fost spoită cu var. Din ceea ce se mai distinge azi din scenele de pe bolta naosului și din altar, pe baza analogiilor cu alte monumente, s-a sugerat că ar fi fost opera zugravului lugojan Gheorghe Gherdanovici, executată fiind cândva în deceniul al patrulea al secolului al XlX-lea.
În nord-vestul monumentului se găsește și o clopotniță separată, cu o siluetă sveltă, placată pe trei fațete cu așterneală de brad.

### Studii regionale
- Miloia, Ioachim (1933). „Bisericile de lemn din Banat”. Vestul. 1933.
- Oprișa, I. Longhin (1965). „Bisericile de lemn, monumente istorice din arhiepiscopia Timișoarei și Caransebeșului”. Mitropolia Banatului (1-3).
- Cristache-Panait, Ioana și Dimitriu, Florica (1971). „Bisericile de lemn ale Banatului”. Mitropolia Banatului. 1971 (10-12): 550–564.
- Săcară, Nicolae (2001). Bisericile de lemn ale Banatului. Timișoara: Excelsior. 973-592-050-6.

## Imagini

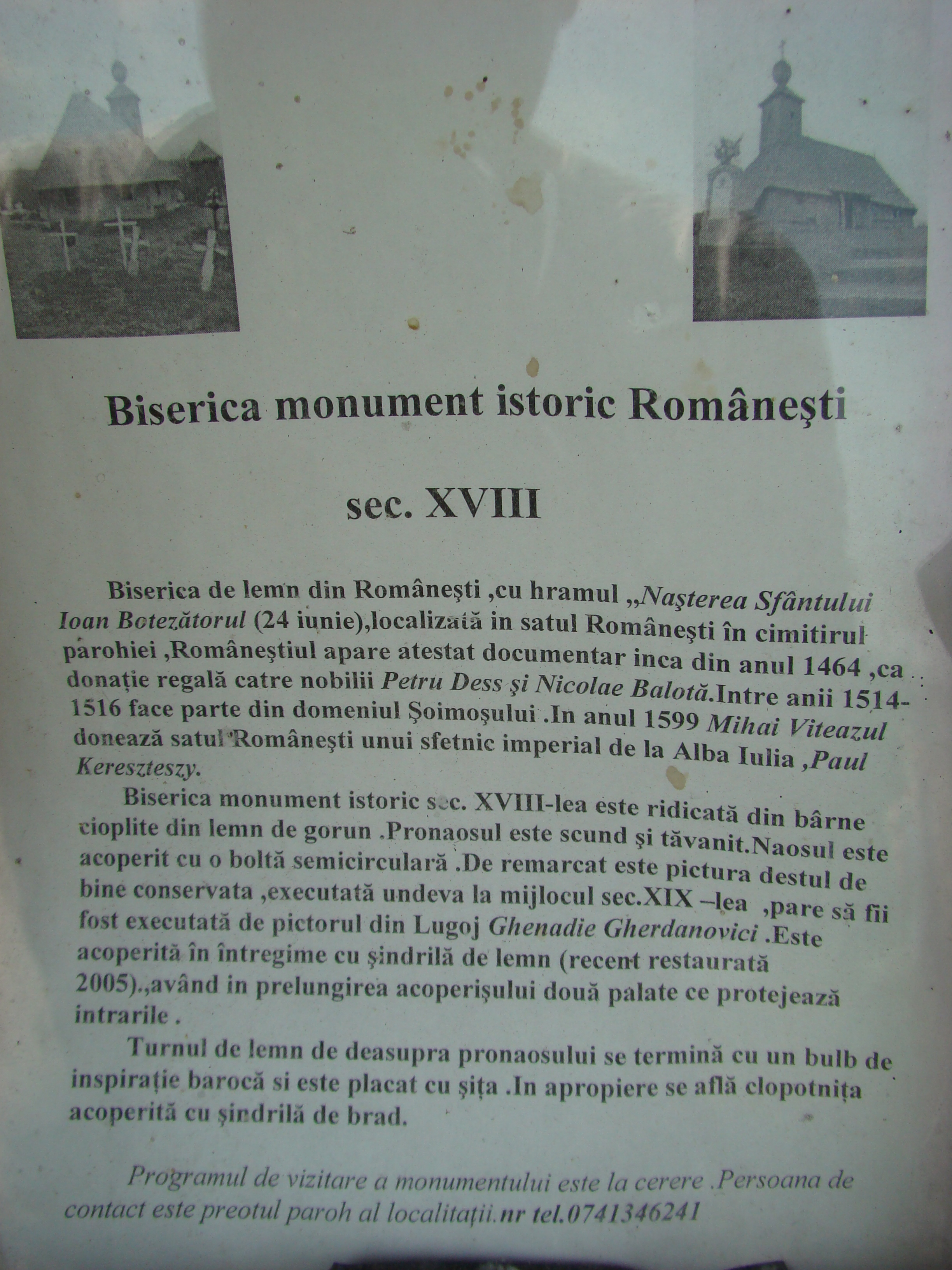
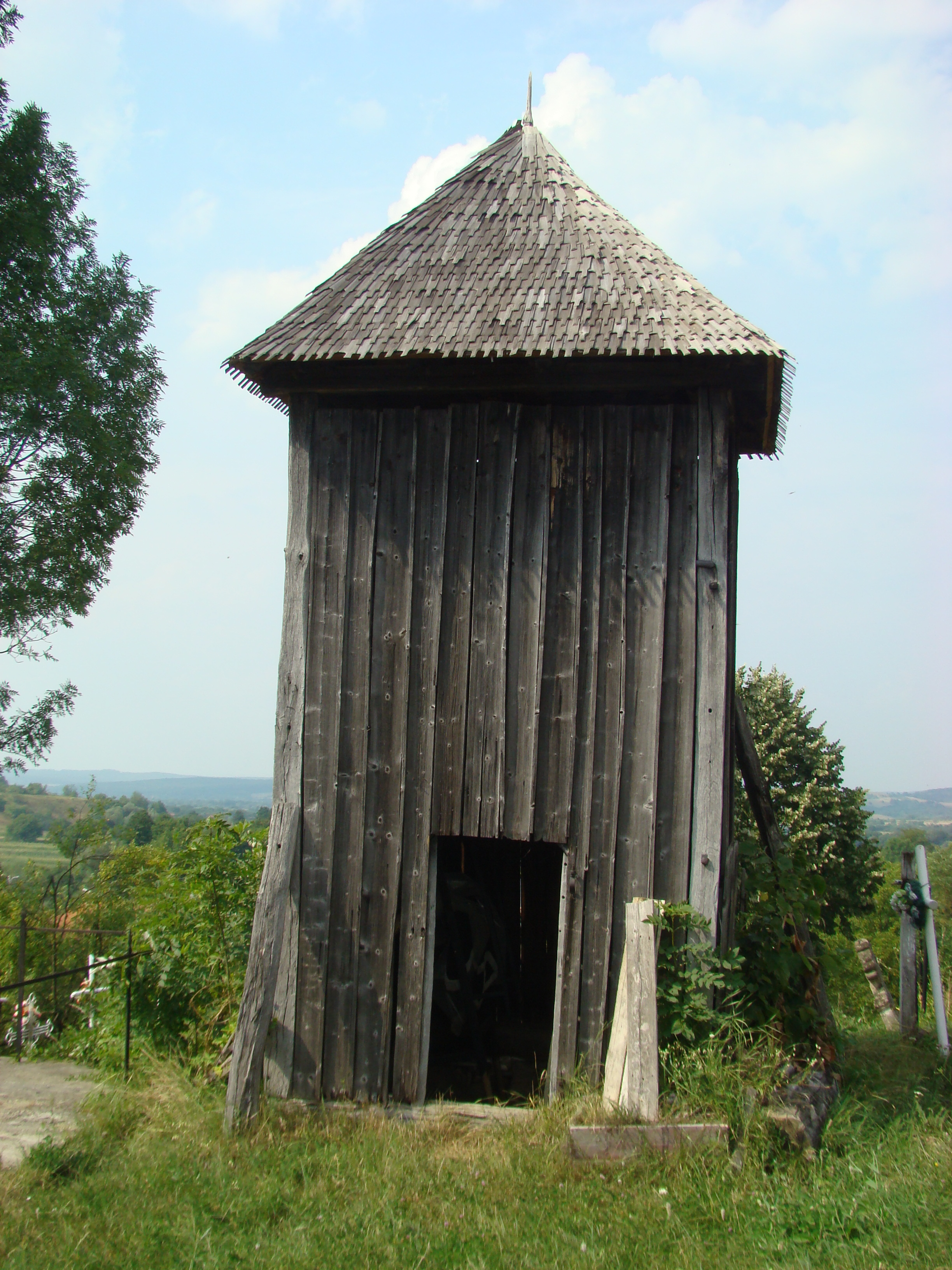
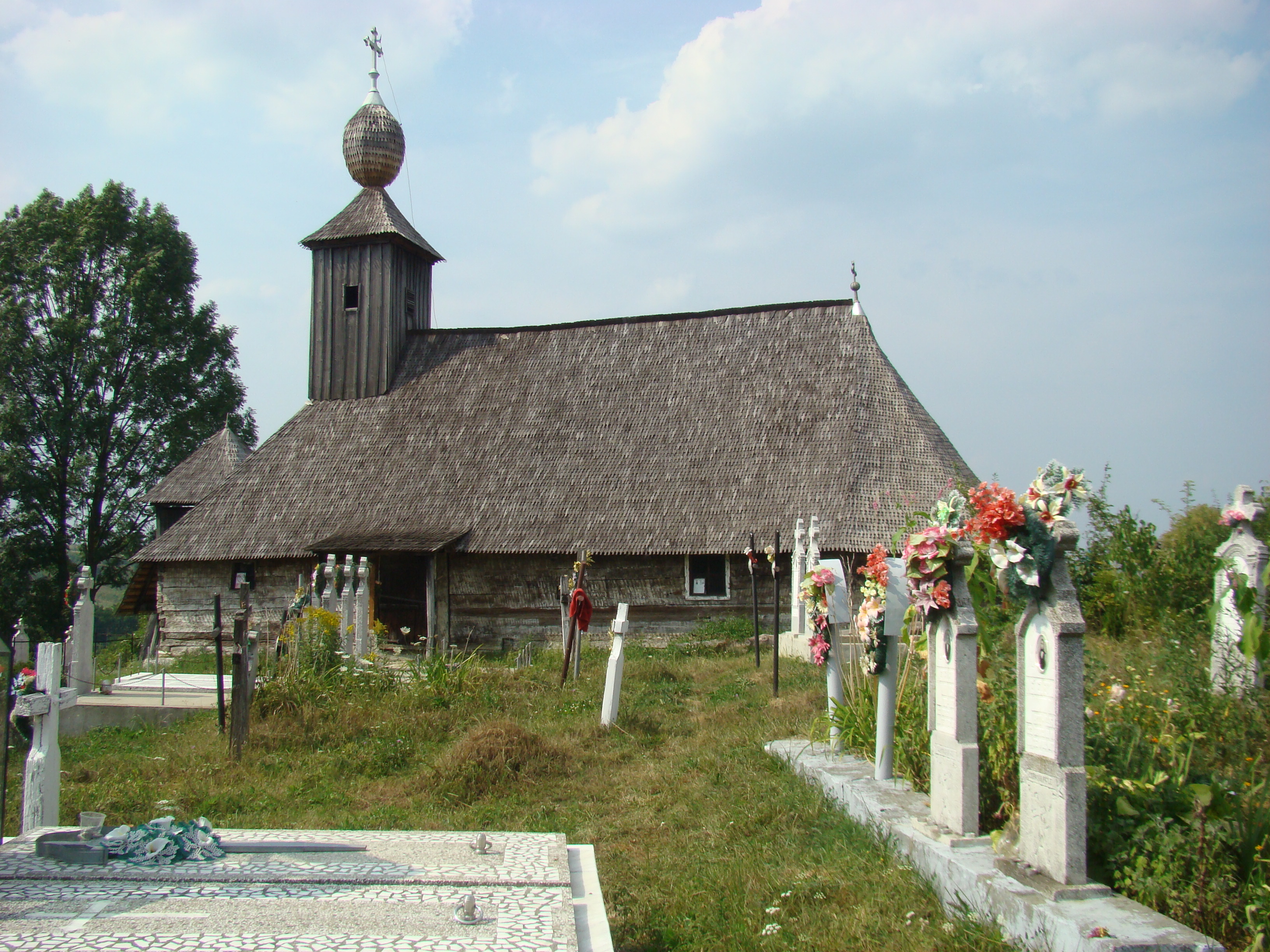
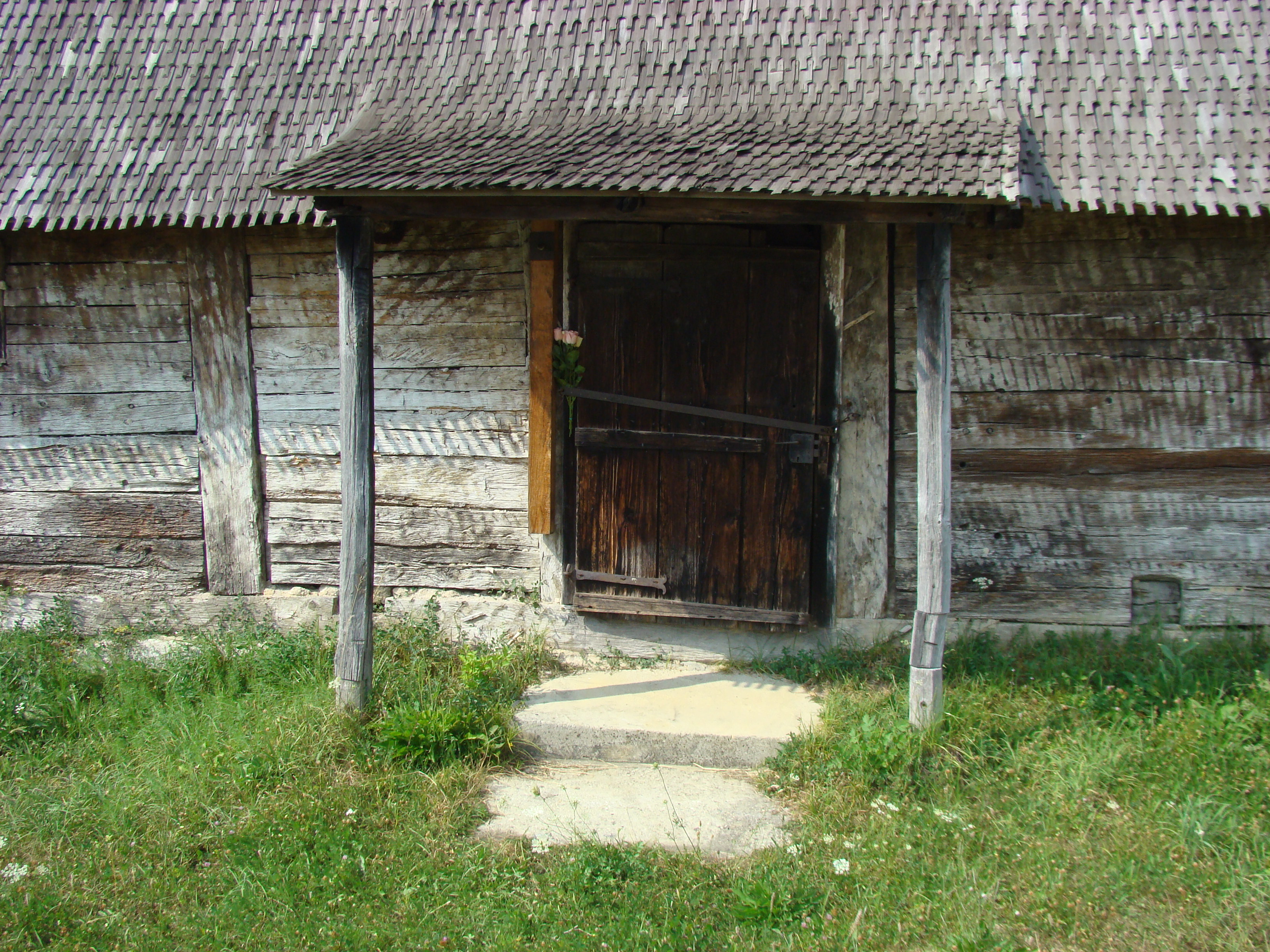
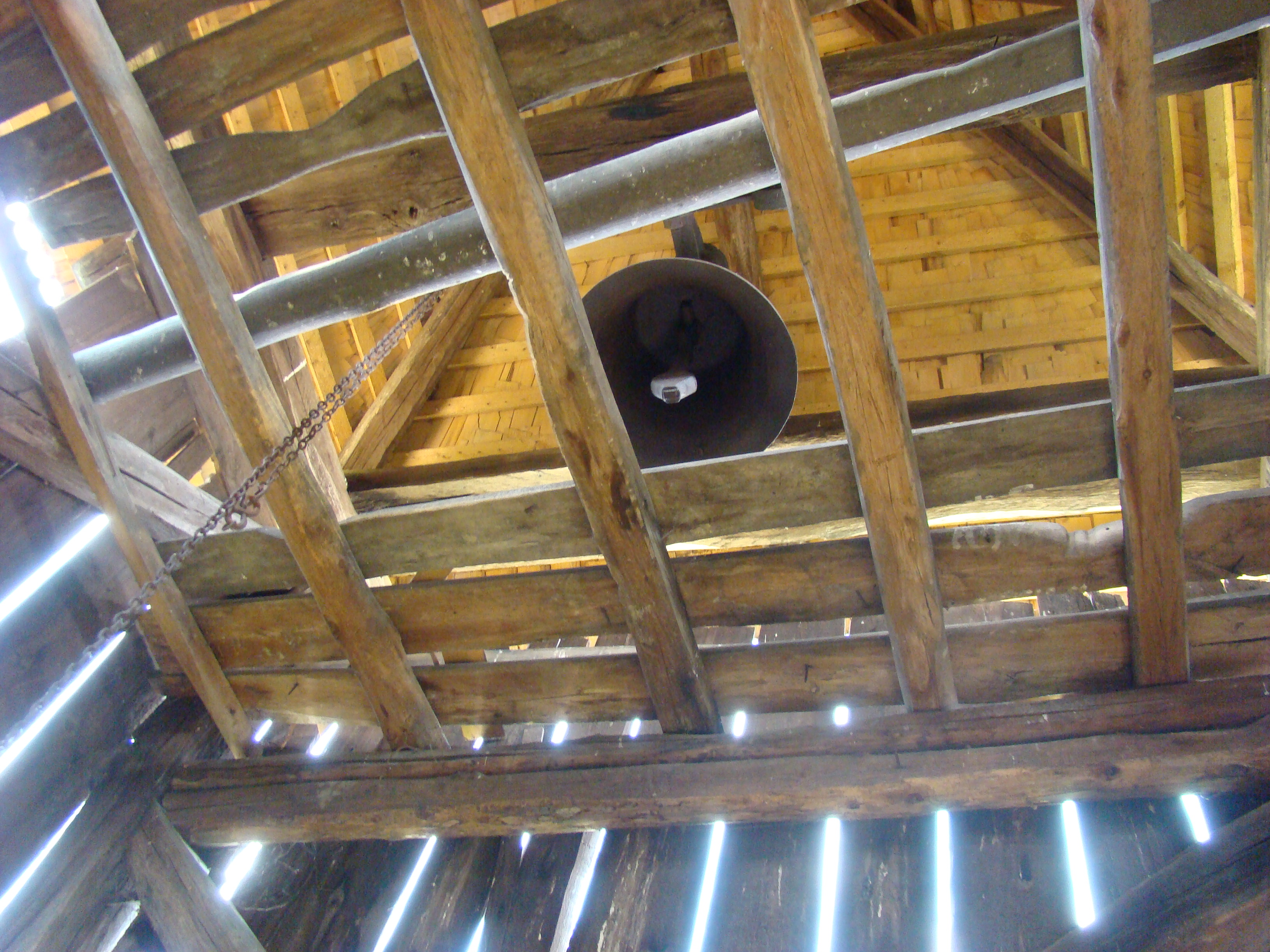
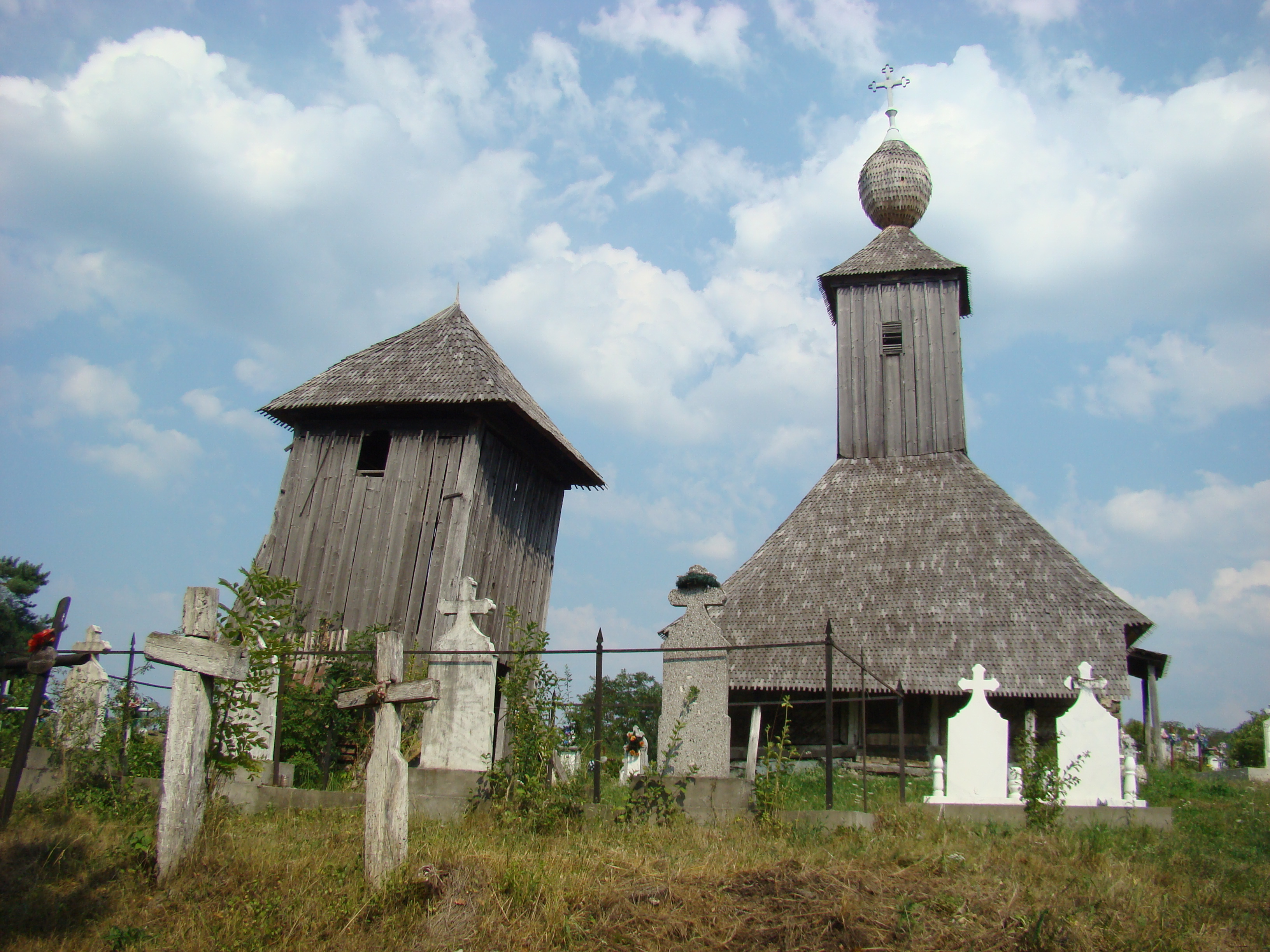
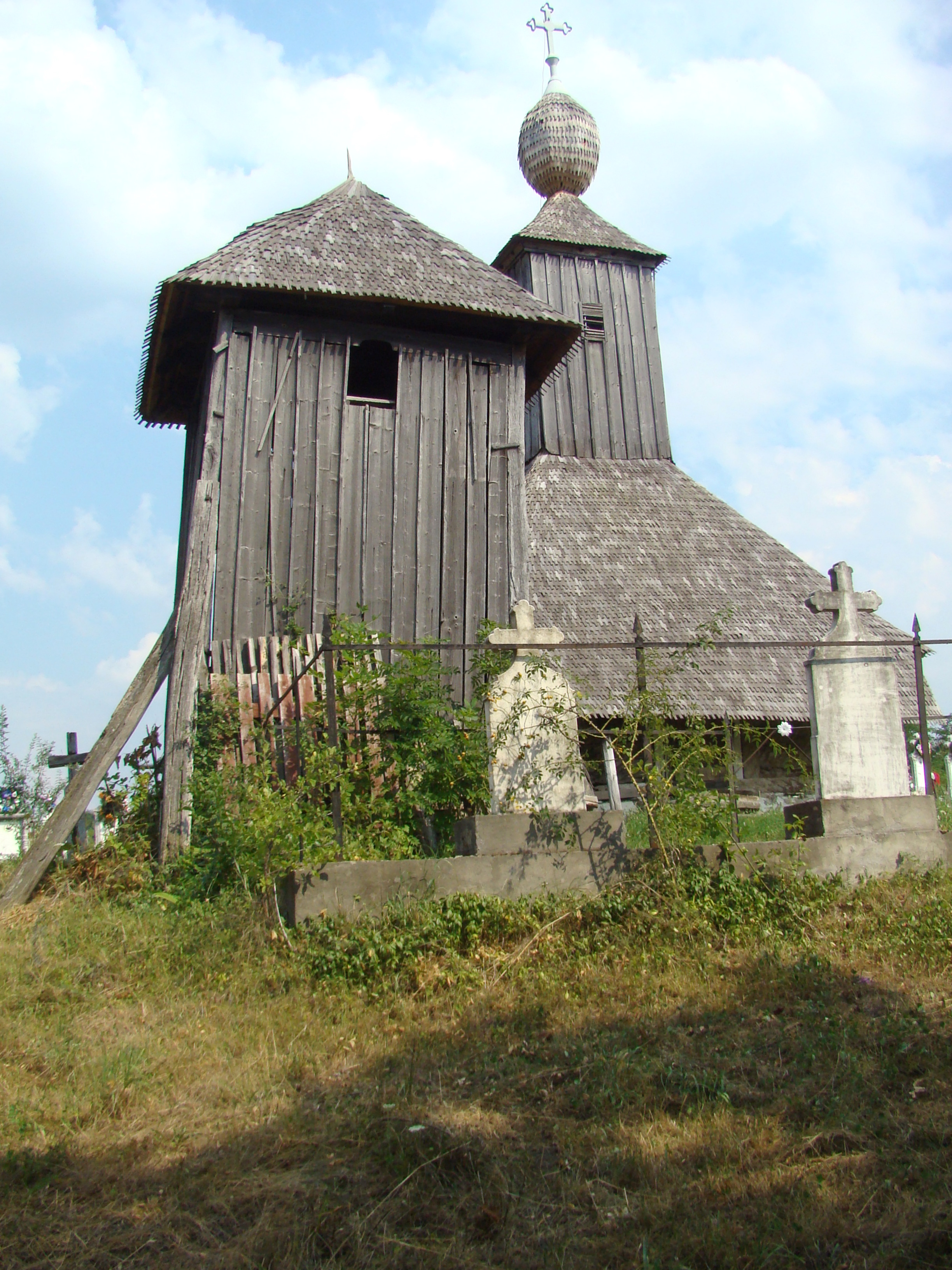
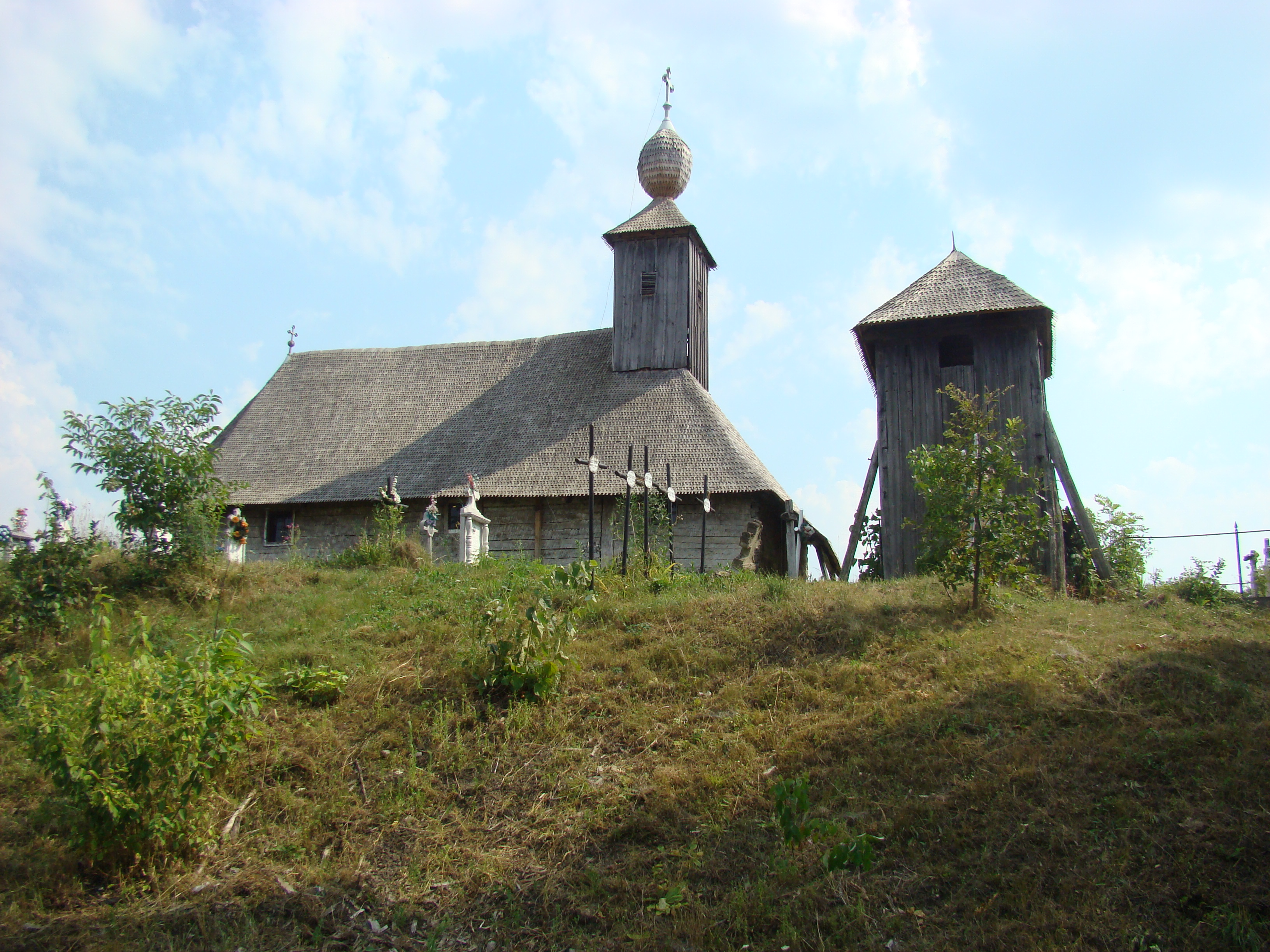
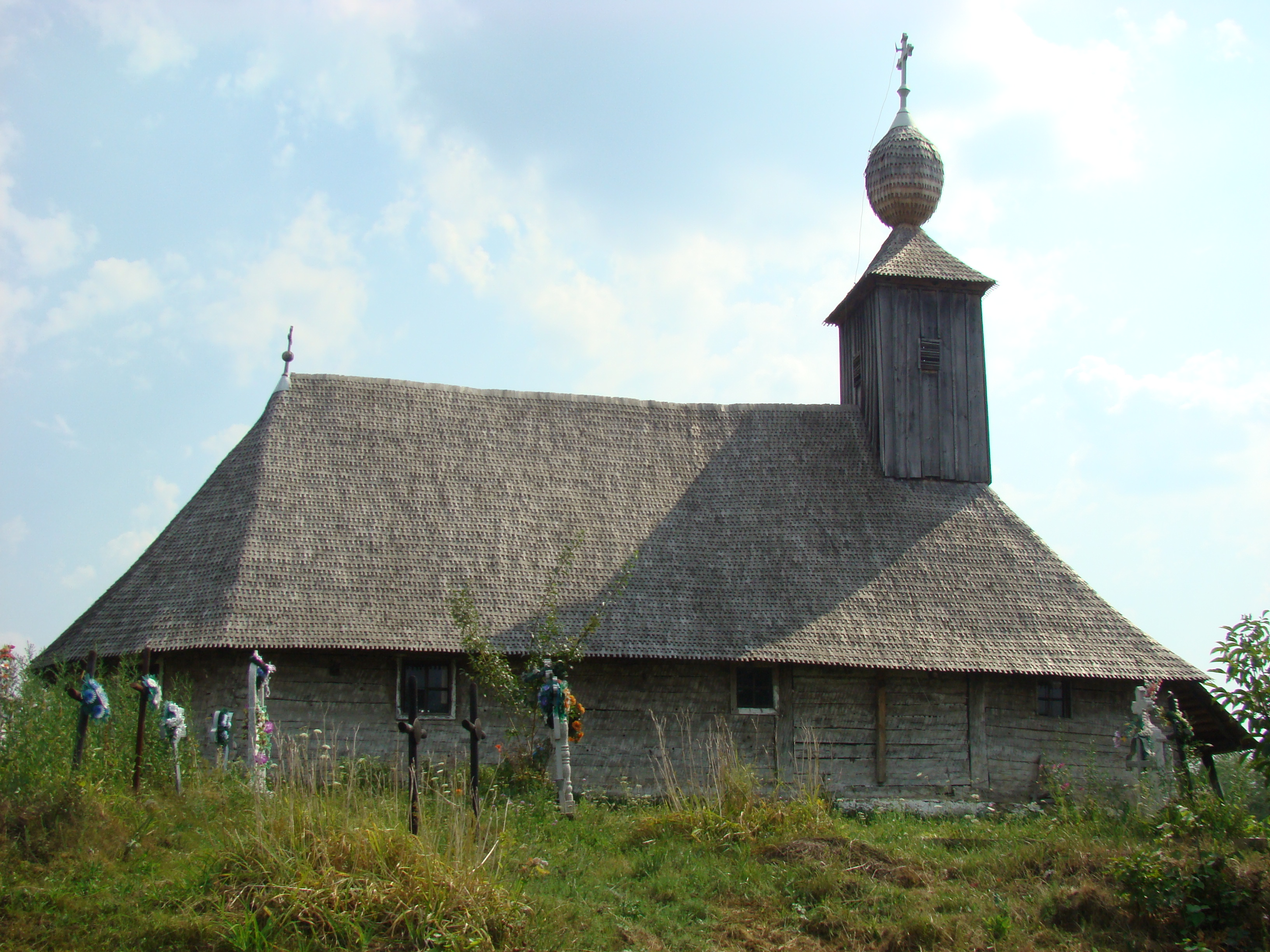
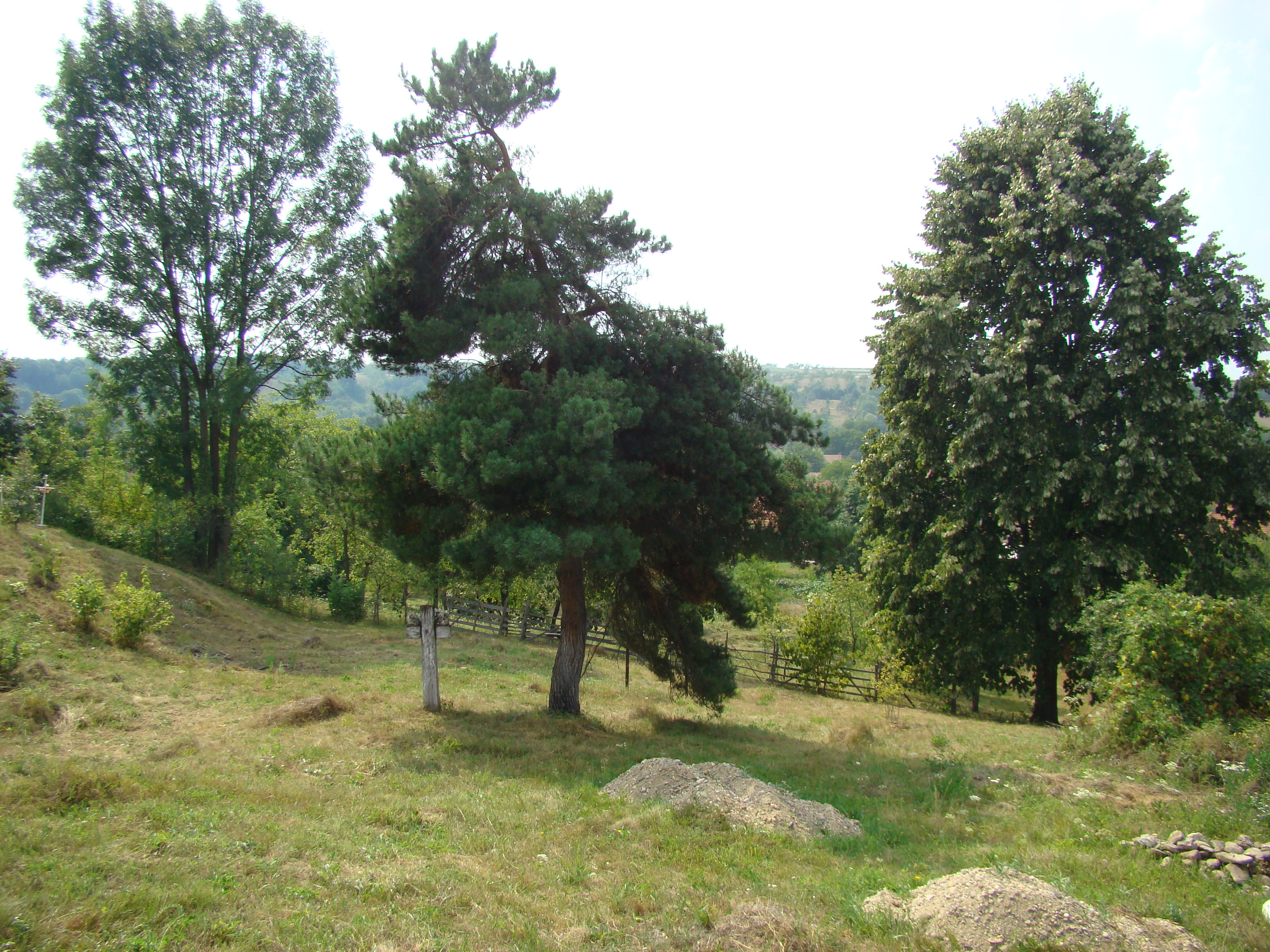
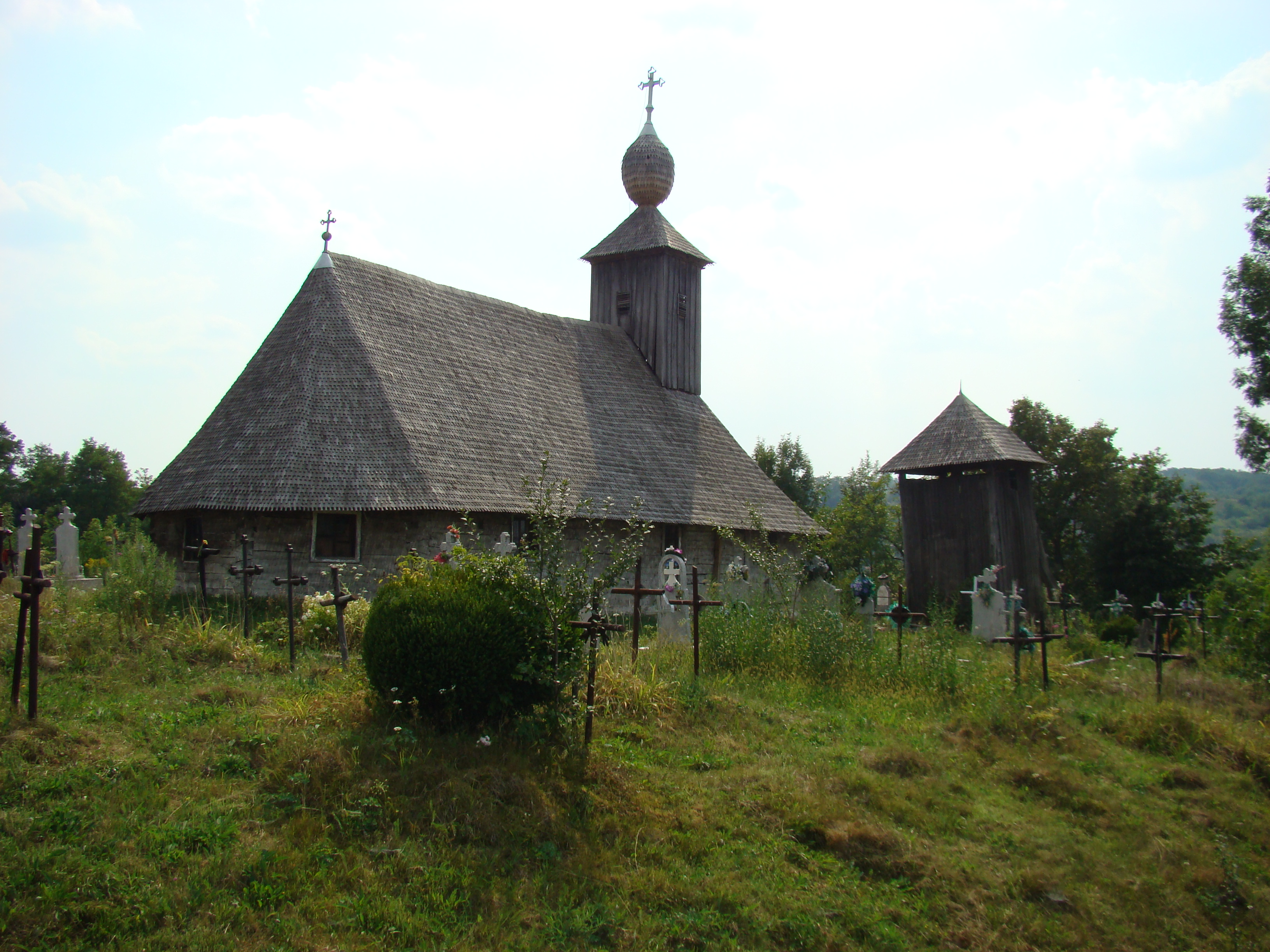
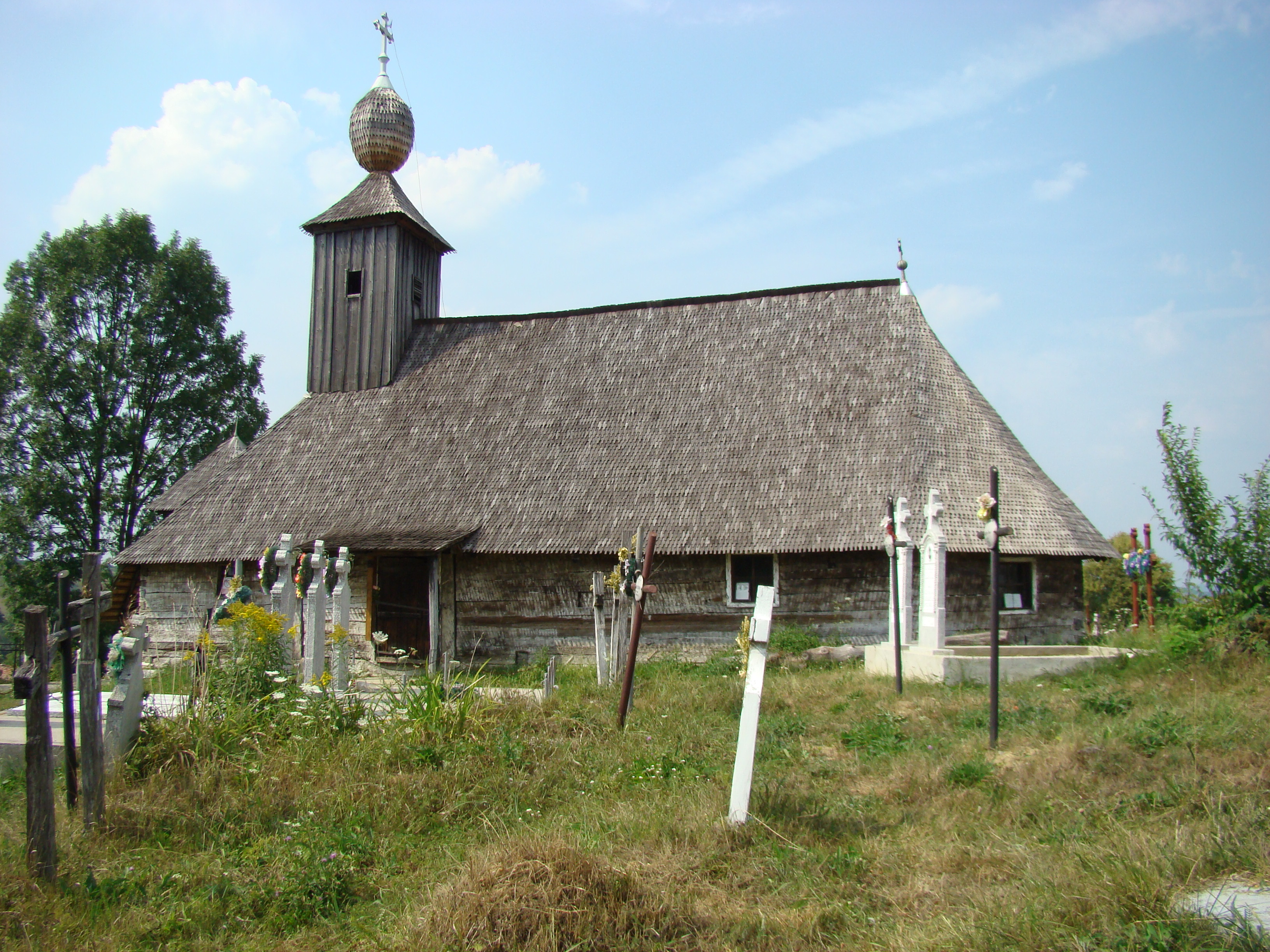
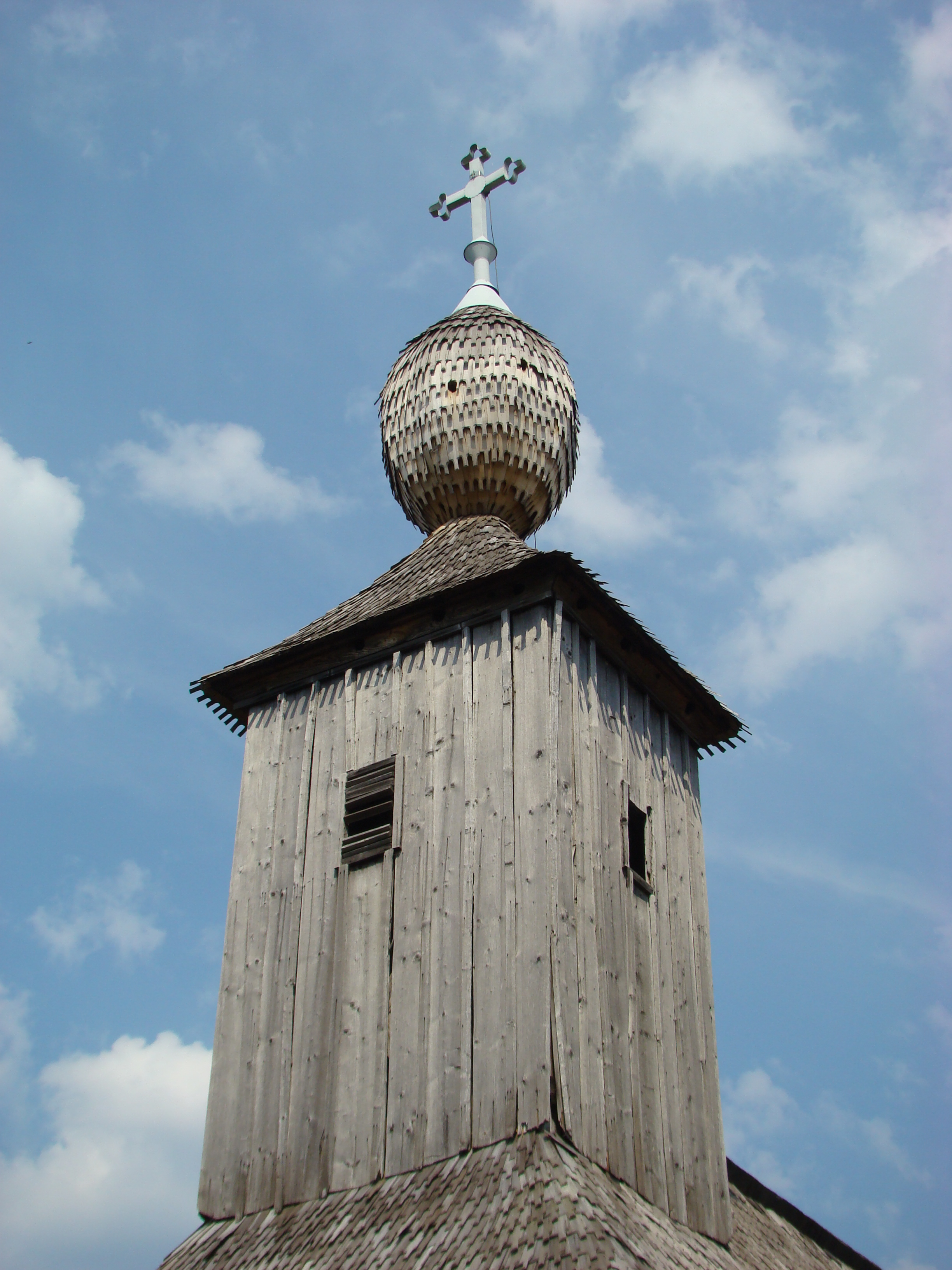
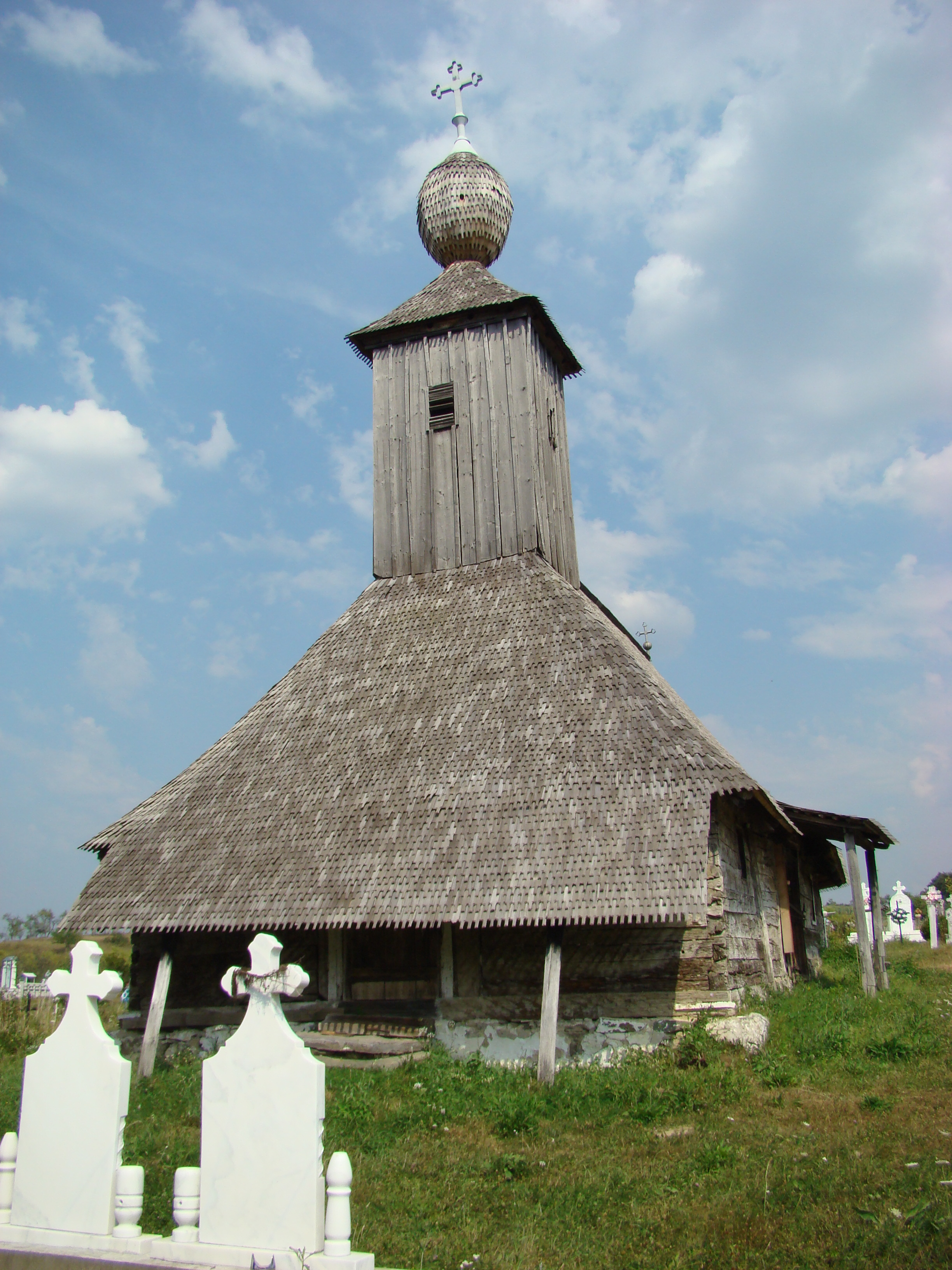
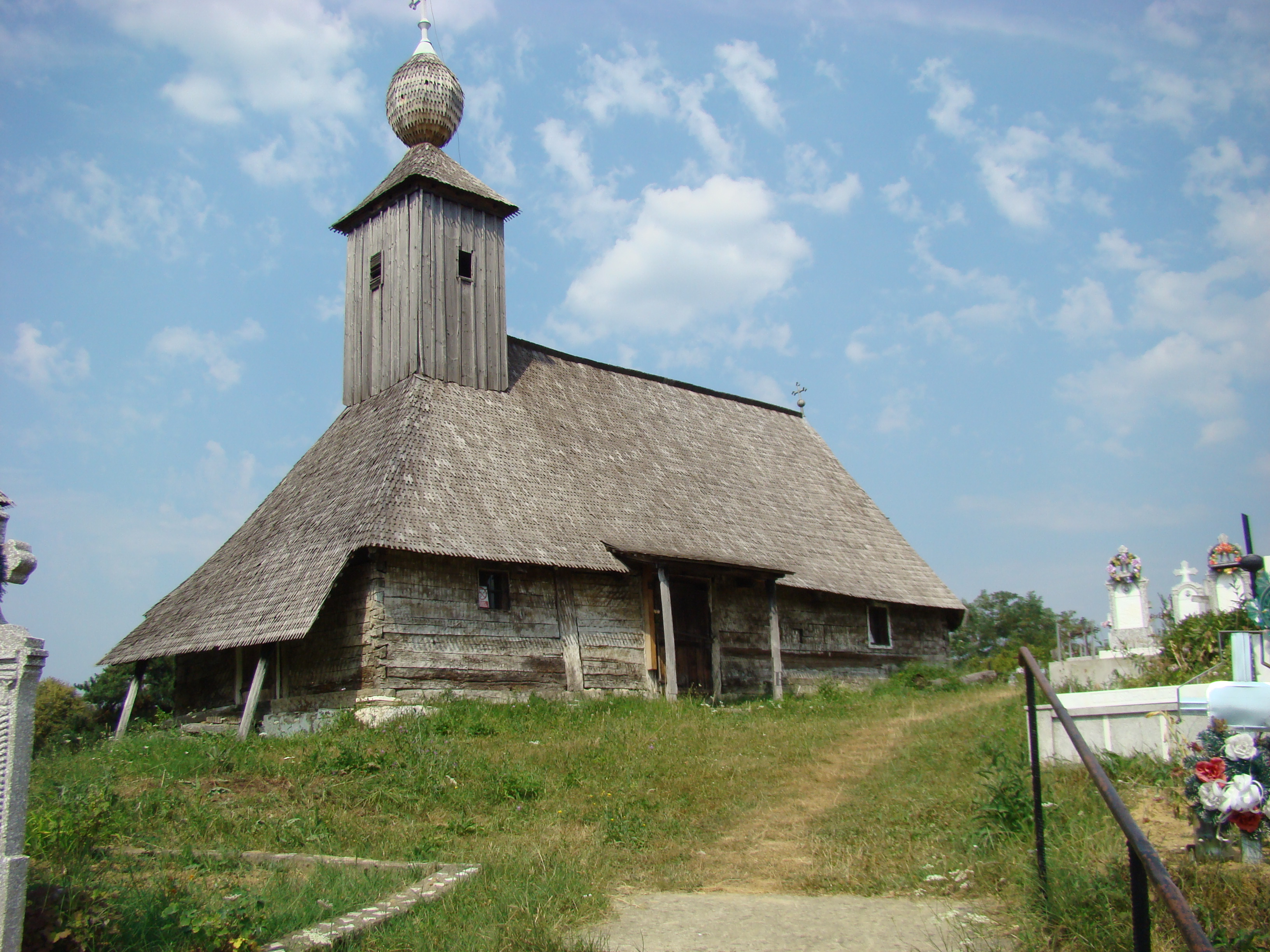
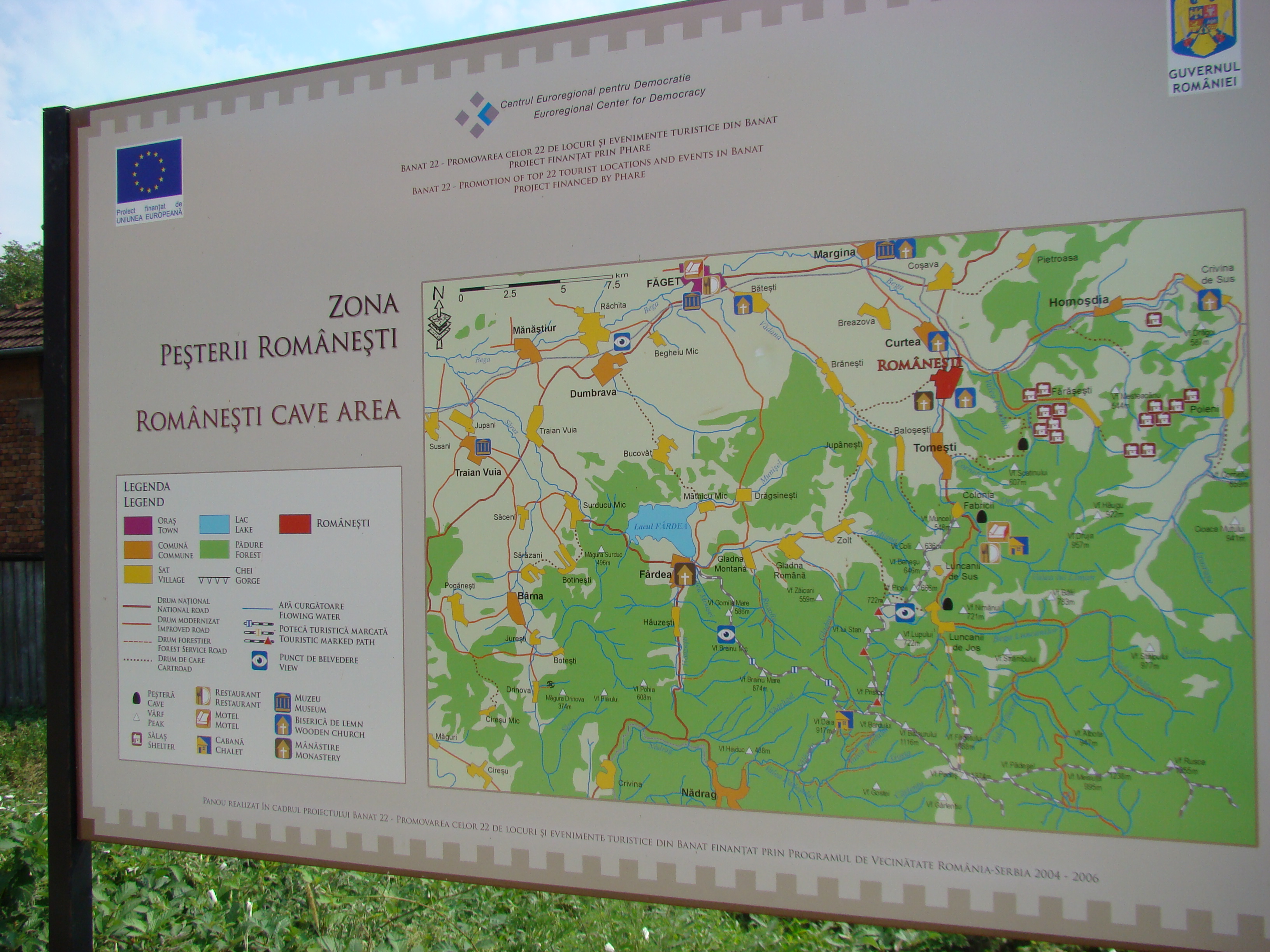